# UFC on ESPN: Overeem vs. Rozenstruik
UFC on ESPN: Overeem vs. Rozenstruik (conosciuto anche come UFC on ESPN 7) è stato un evento di arti marziali miste tenuto dalla Ultimate Fighting Championship il 7 dicembre 2019 alla Capital One Arena di Washington negli Stati Uniti.

## Risultati
|                          | Divisione               |                       |                 |                  | Metodo                                  | Round           | Tempo           | Premio          |
| Card Principale          | Card Principale         | Card Principale       | Card Principale | Card Principale  | Card Principale                         | Card Principale | Card Principale | Card Principale |
| ------------------------ | ----------------------- | --------------------- | --------------- | ---------------- | --------------------------------------- | --------------- | --------------- | --------------- |
|                          | Pesi massimi            | Jairzinho Rozenstruik | batte           | Alistair Overeem | KO (pugni)                              | 5               | 4:56            |                 |
|                          | Catchweight (120.5 lbs) | Marina Rodriguez      | vs.             | Cynthia Calvillo | Parità (29–28, 28–28, 28–28)            | 3               | 5:00            |                 |
|                          | Pesi massimi            | Ben Rothwell          | batte           | Stefan Struve    | KO tecnico (pugni)                      | 2               | 4:57            |                 |
|                          | Pesi gallo femminili    | Aspen Ladd            | batte           | Yana Kunitskaya  | KO tecnico (pugni)                      | 3               | 0:33            |                 |
|                          | Pesi gallo              | Cody Stamann          | vs.             | Song Yadong      | Parità (29–27, 28–28, 28–28)            | 3               | 5:00            |                 |
|                          | Pesi gallo              | Rob Font              | batte           | Ricky Simon      | Decisione unanime (29–28, 29–28, 30–27) | 3               | 5:00            |                 |
| Card Preliminare (ESPN)  |                         |                       |                 |                  |                                         |                 |                 |                 |
|                          | Pesi welter             | Tim Means             | batte           | Thiago Alves     | Sottomissione (guillotine choke)        | 1               | 2:38            |                 |
|                          | Pesi piuma              | Billy Quarantillo     | batte           | Jacob Kilburn    | Sottomissione (triangle choke)          | 2               | 3:18            |                 |
|                          | Catchweight (148.5 lbs) | Bryce Mitchell        | batte           | Matt Sayles      | Sottomissione (twister)                 | 1               | 4:20            |                 |
|                          | Pesi leggeri            | Joe Solecki           | batte           | Matt Wiman       | Decisione unanime (30–26, 30–26, 30–27) | 3               | 5:00            |                 |
| Card Preliminare (ESPN+) |                         |                       |                 |                  |                                         |                 |                 |                 |
|                          | Pesi paglia femminili   | Virna Jandiroba       | batte           | Mallory Martin   | Sottomissione (rear-naked choke)        | 2               | 1:16            |                 |
|                          | Pesi medi               | Makhmud Muradov       | batte           | Trevor Smith     | KO (pugni)                              | 3               | 4:09            |                 |

## Premi
I lottatori premiati ricevettero un bonus di 50.000 dollari.
Legenda:
- FOTN: Fight of the Night (vengono premiati entrambi gli atleti per il miglior incontro dell'evento)
- POTN: Performance of the Night (viene premiato il vincitore per la migliore performance dell'evento)